# Эфиопия на Сурдлимпийских играх
Эфиопия участвует в летних Сурдлимпийских играх с Игр 2017 года (не участвовали в Играх 2022 года), в зимних Сурдлимпийских играх до настоящего времени не участвовали. По состоянию на лето 2023 года, медалей на Играх ещё не выигрывали.